# Corydalis linearis
Corydalis linearis är en vallmoväxtart som beskrevs av Cheng Yih Wu. Corydalis linearis ingår i släktet nunneörter, och familjen vallmoväxter. Inga underarter finns listade i Catalogue of Life.